# Brachyiulus jawlowskii
Brachyiulus jawlowskii är en mångfotingart som beskrevs av Hans Lohmander 1928. Brachyiulus jawlowskii ingår i släktet Brachyiulus och familjen kejsardubbelfotingar. Inga underarter finns listade i Catalogue of Life.